# Netsky (album)
Netsky is het titelloze debuutalbum van de Belgische drum-and-bassproducent Netsky. Het album kwam eind mei 2010 uit onder het label Hospital Records. Dat is een halve maand vroeger dan gepland, want het album was vooraf al uitgelekt op internet. Het album, dat werd uitgebracht op elpee, cd en als download, bevat op één dubstepnummer na uitsluitend drum-and-bassnummers. Iron Heart en Moving With You zijn de twee singles van het album.

## Tracklist
| Nr. | Titel                    | Duur |
| --- | ------------------------ | ---- |
| 1.  | Escape                   | 5:57 |
| 2.  | Iron Heart               | 5:56 |
| 3.  | Moving With You          | 4:29 |
| 4.  | Secret Agent             | 5:33 |
| 5.  | Mellow                   | 4:40 |
| 6.  | I Can't Hold It          | 3:56 |
| 7.  | Storm Clouds             | 5:41 |
| 8.  | Gravity                  | 4:28 |
| 9.  | Let's Leave Tomorrow     | 4:34 |
| 10. | Rise And Shine           | 4:49 |
| 11. | The Magic Russian Bottle | 4:46 |
| 12. | Endless Search           | 4:15 |
| 13. | Lost Without You         | 5:18 |
| 14. | Pirate Bay               | 5:38 |

## Hitnotering

### VlaamseUltratop 200Albums
| Hitnotering: (Week 1 t/m 20) 26-06-2010 t/m 06-11-2010 Hitnotering: (Week 21) 20-11-2010 Hitnotering: (Week 22 t/m 30) 01-01-2011 t/m 26-02-2011 Hitnotering: (Week 31) 12-03-2011 Hitnotering: (Week 32) 07-05-2011 Hitnotering: (Week 33) 06-08-2011 Hitnotering: (Week 34 t/m 37) 27-08-2011 t/m 17-09-2011 Hitnotering: (Week 38) 08-10-2011 Hitnotering: (Week 39 t/m 40) 04-02-2012 t/m 11-02-2012 Hitnotering: (Week 41) 10-03-2012 Hitnotering: (Week 42 t/m 43) 24-03-2012 t/m 31-03-2012 Hitnotering: (Week 44) 28-04-2012 Hitnotering: (Week 45 t/m 68) 19-05-2012 t/m 27-10-2012 | Hitnotering: (Week 1 t/m 20) 26-06-2010 t/m 06-11-2010 Hitnotering: (Week 21) 20-11-2010 Hitnotering: (Week 22 t/m 30) 01-01-2011 t/m 26-02-2011 Hitnotering: (Week 31) 12-03-2011 Hitnotering: (Week 32) 07-05-2011 Hitnotering: (Week 33) 06-08-2011 Hitnotering: (Week 34 t/m 37) 27-08-2011 t/m 17-09-2011 Hitnotering: (Week 38) 08-10-2011 Hitnotering: (Week 39 t/m 40) 04-02-2012 t/m 11-02-2012 Hitnotering: (Week 41) 10-03-2012 Hitnotering: (Week 42 t/m 43) 24-03-2012 t/m 31-03-2012 Hitnotering: (Week 44) 28-04-2012 Hitnotering: (Week 45 t/m 68) 19-05-2012 t/m 27-10-2012 | Hitnotering: (Week 1 t/m 20) 26-06-2010 t/m 06-11-2010 Hitnotering: (Week 21) 20-11-2010 Hitnotering: (Week 22 t/m 30) 01-01-2011 t/m 26-02-2011 Hitnotering: (Week 31) 12-03-2011 Hitnotering: (Week 32) 07-05-2011 Hitnotering: (Week 33) 06-08-2011 Hitnotering: (Week 34 t/m 37) 27-08-2011 t/m 17-09-2011 Hitnotering: (Week 38) 08-10-2011 Hitnotering: (Week 39 t/m 40) 04-02-2012 t/m 11-02-2012 Hitnotering: (Week 41) 10-03-2012 Hitnotering: (Week 42 t/m 43) 24-03-2012 t/m 31-03-2012 Hitnotering: (Week 44) 28-04-2012 Hitnotering: (Week 45 t/m 68) 19-05-2012 t/m 27-10-2012 | Hitnotering: (Week 1 t/m 20) 26-06-2010 t/m 06-11-2010 Hitnotering: (Week 21) 20-11-2010 Hitnotering: (Week 22 t/m 30) 01-01-2011 t/m 26-02-2011 Hitnotering: (Week 31) 12-03-2011 Hitnotering: (Week 32) 07-05-2011 Hitnotering: (Week 33) 06-08-2011 Hitnotering: (Week 34 t/m 37) 27-08-2011 t/m 17-09-2011 Hitnotering: (Week 38) 08-10-2011 Hitnotering: (Week 39 t/m 40) 04-02-2012 t/m 11-02-2012 Hitnotering: (Week 41) 10-03-2012 Hitnotering: (Week 42 t/m 43) 24-03-2012 t/m 31-03-2012 Hitnotering: (Week 44) 28-04-2012 Hitnotering: (Week 45 t/m 68) 19-05-2012 t/m 27-10-2012 | Hitnotering: (Week 1 t/m 20) 26-06-2010 t/m 06-11-2010 Hitnotering: (Week 21) 20-11-2010 Hitnotering: (Week 22 t/m 30) 01-01-2011 t/m 26-02-2011 Hitnotering: (Week 31) 12-03-2011 Hitnotering: (Week 32) 07-05-2011 Hitnotering: (Week 33) 06-08-2011 Hitnotering: (Week 34 t/m 37) 27-08-2011 t/m 17-09-2011 Hitnotering: (Week 38) 08-10-2011 Hitnotering: (Week 39 t/m 40) 04-02-2012 t/m 11-02-2012 Hitnotering: (Week 41) 10-03-2012 Hitnotering: (Week 42 t/m 43) 24-03-2012 t/m 31-03-2012 Hitnotering: (Week 44) 28-04-2012 Hitnotering: (Week 45 t/m 68) 19-05-2012 t/m 27-10-2012 | Hitnotering: (Week 1 t/m 20) 26-06-2010 t/m 06-11-2010 Hitnotering: (Week 21) 20-11-2010 Hitnotering: (Week 22 t/m 30) 01-01-2011 t/m 26-02-2011 Hitnotering: (Week 31) 12-03-2011 Hitnotering: (Week 32) 07-05-2011 Hitnotering: (Week 33) 06-08-2011 Hitnotering: (Week 34 t/m 37) 27-08-2011 t/m 17-09-2011 Hitnotering: (Week 38) 08-10-2011 Hitnotering: (Week 39 t/m 40) 04-02-2012 t/m 11-02-2012 Hitnotering: (Week 41) 10-03-2012 Hitnotering: (Week 42 t/m 43) 24-03-2012 t/m 31-03-2012 Hitnotering: (Week 44) 28-04-2012 Hitnotering: (Week 45 t/m 68) 19-05-2012 t/m 27-10-2012 | Hitnotering: (Week 1 t/m 20) 26-06-2010 t/m 06-11-2010 Hitnotering: (Week 21) 20-11-2010 Hitnotering: (Week 22 t/m 30) 01-01-2011 t/m 26-02-2011 Hitnotering: (Week 31) 12-03-2011 Hitnotering: (Week 32) 07-05-2011 Hitnotering: (Week 33) 06-08-2011 Hitnotering: (Week 34 t/m 37) 27-08-2011 t/m 17-09-2011 Hitnotering: (Week 38) 08-10-2011 Hitnotering: (Week 39 t/m 40) 04-02-2012 t/m 11-02-2012 Hitnotering: (Week 41) 10-03-2012 Hitnotering: (Week 42 t/m 43) 24-03-2012 t/m 31-03-2012 Hitnotering: (Week 44) 28-04-2012 Hitnotering: (Week 45 t/m 68) 19-05-2012 t/m 27-10-2012 | Hitnotering: (Week 1 t/m 20) 26-06-2010 t/m 06-11-2010 Hitnotering: (Week 21) 20-11-2010 Hitnotering: (Week 22 t/m 30) 01-01-2011 t/m 26-02-2011 Hitnotering: (Week 31) 12-03-2011 Hitnotering: (Week 32) 07-05-2011 Hitnotering: (Week 33) 06-08-2011 Hitnotering: (Week 34 t/m 37) 27-08-2011 t/m 17-09-2011 Hitnotering: (Week 38) 08-10-2011 Hitnotering: (Week 39 t/m 40) 04-02-2012 t/m 11-02-2012 Hitnotering: (Week 41) 10-03-2012 Hitnotering: (Week 42 t/m 43) 24-03-2012 t/m 31-03-2012 Hitnotering: (Week 44) 28-04-2012 Hitnotering: (Week 45 t/m 68) 19-05-2012 t/m 27-10-2012 | Hitnotering: (Week 1 t/m 20) 26-06-2010 t/m 06-11-2010 Hitnotering: (Week 21) 20-11-2010 Hitnotering: (Week 22 t/m 30) 01-01-2011 t/m 26-02-2011 Hitnotering: (Week 31) 12-03-2011 Hitnotering: (Week 32) 07-05-2011 Hitnotering: (Week 33) 06-08-2011 Hitnotering: (Week 34 t/m 37) 27-08-2011 t/m 17-09-2011 Hitnotering: (Week 38) 08-10-2011 Hitnotering: (Week 39 t/m 40) 04-02-2012 t/m 11-02-2012 Hitnotering: (Week 41) 10-03-2012 Hitnotering: (Week 42 t/m 43) 24-03-2012 t/m 31-03-2012 Hitnotering: (Week 44) 28-04-2012 Hitnotering: (Week 45 t/m 68) 19-05-2012 t/m 27-10-2012 | Hitnotering: (Week 1 t/m 20) 26-06-2010 t/m 06-11-2010 Hitnotering: (Week 21) 20-11-2010 Hitnotering: (Week 22 t/m 30) 01-01-2011 t/m 26-02-2011 Hitnotering: (Week 31) 12-03-2011 Hitnotering: (Week 32) 07-05-2011 Hitnotering: (Week 33) 06-08-2011 Hitnotering: (Week 34 t/m 37) 27-08-2011 t/m 17-09-2011 Hitnotering: (Week 38) 08-10-2011 Hitnotering: (Week 39 t/m 40) 04-02-2012 t/m 11-02-2012 Hitnotering: (Week 41) 10-03-2012 Hitnotering: (Week 42 t/m 43) 24-03-2012 t/m 31-03-2012 Hitnotering: (Week 44) 28-04-2012 Hitnotering: (Week 45 t/m 68) 19-05-2012 t/m 27-10-2012 | Hitnotering: (Week 1 t/m 20) 26-06-2010 t/m 06-11-2010 Hitnotering: (Week 21) 20-11-2010 Hitnotering: (Week 22 t/m 30) 01-01-2011 t/m 26-02-2011 Hitnotering: (Week 31) 12-03-2011 Hitnotering: (Week 32) 07-05-2011 Hitnotering: (Week 33) 06-08-2011 Hitnotering: (Week 34 t/m 37) 27-08-2011 t/m 17-09-2011 Hitnotering: (Week 38) 08-10-2011 Hitnotering: (Week 39 t/m 40) 04-02-2012 t/m 11-02-2012 Hitnotering: (Week 41) 10-03-2012 Hitnotering: (Week 42 t/m 43) 24-03-2012 t/m 31-03-2012 Hitnotering: (Week 44) 28-04-2012 Hitnotering: (Week 45 t/m 68) 19-05-2012 t/m 27-10-2012 | Hitnotering: (Week 1 t/m 20) 26-06-2010 t/m 06-11-2010 Hitnotering: (Week 21) 20-11-2010 Hitnotering: (Week 22 t/m 30) 01-01-2011 t/m 26-02-2011 Hitnotering: (Week 31) 12-03-2011 Hitnotering: (Week 32) 07-05-2011 Hitnotering: (Week 33) 06-08-2011 Hitnotering: (Week 34 t/m 37) 27-08-2011 t/m 17-09-2011 Hitnotering: (Week 38) 08-10-2011 Hitnotering: (Week 39 t/m 40) 04-02-2012 t/m 11-02-2012 Hitnotering: (Week 41) 10-03-2012 Hitnotering: (Week 42 t/m 43) 24-03-2012 t/m 31-03-2012 Hitnotering: (Week 44) 28-04-2012 Hitnotering: (Week 45 t/m 68) 19-05-2012 t/m 27-10-2012 | Hitnotering: (Week 1 t/m 20) 26-06-2010 t/m 06-11-2010 Hitnotering: (Week 21) 20-11-2010 Hitnotering: (Week 22 t/m 30) 01-01-2011 t/m 26-02-2011 Hitnotering: (Week 31) 12-03-2011 Hitnotering: (Week 32) 07-05-2011 Hitnotering: (Week 33) 06-08-2011 Hitnotering: (Week 34 t/m 37) 27-08-2011 t/m 17-09-2011 Hitnotering: (Week 38) 08-10-2011 Hitnotering: (Week 39 t/m 40) 04-02-2012 t/m 11-02-2012 Hitnotering: (Week 41) 10-03-2012 Hitnotering: (Week 42 t/m 43) 24-03-2012 t/m 31-03-2012 Hitnotering: (Week 44) 28-04-2012 Hitnotering: (Week 45 t/m 68) 19-05-2012 t/m 27-10-2012 | Hitnotering: (Week 1 t/m 20) 26-06-2010 t/m 06-11-2010 Hitnotering: (Week 21) 20-11-2010 Hitnotering: (Week 22 t/m 30) 01-01-2011 t/m 26-02-2011 Hitnotering: (Week 31) 12-03-2011 Hitnotering: (Week 32) 07-05-2011 Hitnotering: (Week 33) 06-08-2011 Hitnotering: (Week 34 t/m 37) 27-08-2011 t/m 17-09-2011 Hitnotering: (Week 38) 08-10-2011 Hitnotering: (Week 39 t/m 40) 04-02-2012 t/m 11-02-2012 Hitnotering: (Week 41) 10-03-2012 Hitnotering: (Week 42 t/m 43) 24-03-2012 t/m 31-03-2012 Hitnotering: (Week 44) 28-04-2012 Hitnotering: (Week 45 t/m 68) 19-05-2012 t/m 27-10-2012 | Hitnotering: (Week 1 t/m 20) 26-06-2010 t/m 06-11-2010 Hitnotering: (Week 21) 20-11-2010 Hitnotering: (Week 22 t/m 30) 01-01-2011 t/m 26-02-2011 Hitnotering: (Week 31) 12-03-2011 Hitnotering: (Week 32) 07-05-2011 Hitnotering: (Week 33) 06-08-2011 Hitnotering: (Week 34 t/m 37) 27-08-2011 t/m 17-09-2011 Hitnotering: (Week 38) 08-10-2011 Hitnotering: (Week 39 t/m 40) 04-02-2012 t/m 11-02-2012 Hitnotering: (Week 41) 10-03-2012 Hitnotering: (Week 42 t/m 43) 24-03-2012 t/m 31-03-2012 Hitnotering: (Week 44) 28-04-2012 Hitnotering: (Week 45 t/m 68) 19-05-2012 t/m 27-10-2012 | Hitnotering: (Week 1 t/m 20) 26-06-2010 t/m 06-11-2010 Hitnotering: (Week 21) 20-11-2010 Hitnotering: (Week 22 t/m 30) 01-01-2011 t/m 26-02-2011 Hitnotering: (Week 31) 12-03-2011 Hitnotering: (Week 32) 07-05-2011 Hitnotering: (Week 33) 06-08-2011 Hitnotering: (Week 34 t/m 37) 27-08-2011 t/m 17-09-2011 Hitnotering: (Week 38) 08-10-2011 Hitnotering: (Week 39 t/m 40) 04-02-2012 t/m 11-02-2012 Hitnotering: (Week 41) 10-03-2012 Hitnotering: (Week 42 t/m 43) 24-03-2012 t/m 31-03-2012 Hitnotering: (Week 44) 28-04-2012 Hitnotering: (Week 45 t/m 68) 19-05-2012 t/m 27-10-2012 | Hitnotering: (Week 1 t/m 20) 26-06-2010 t/m 06-11-2010 Hitnotering: (Week 21) 20-11-2010 Hitnotering: (Week 22 t/m 30) 01-01-2011 t/m 26-02-2011 Hitnotering: (Week 31) 12-03-2011 Hitnotering: (Week 32) 07-05-2011 Hitnotering: (Week 33) 06-08-2011 Hitnotering: (Week 34 t/m 37) 27-08-2011 t/m 17-09-2011 Hitnotering: (Week 38) 08-10-2011 Hitnotering: (Week 39 t/m 40) 04-02-2012 t/m 11-02-2012 Hitnotering: (Week 41) 10-03-2012 Hitnotering: (Week 42 t/m 43) 24-03-2012 t/m 31-03-2012 Hitnotering: (Week 44) 28-04-2012 Hitnotering: (Week 45 t/m 68) 19-05-2012 t/m 27-10-2012 | Hitnotering: (Week 1 t/m 20) 26-06-2010 t/m 06-11-2010 Hitnotering: (Week 21) 20-11-2010 Hitnotering: (Week 22 t/m 30) 01-01-2011 t/m 26-02-2011 Hitnotering: (Week 31) 12-03-2011 Hitnotering: (Week 32) 07-05-2011 Hitnotering: (Week 33) 06-08-2011 Hitnotering: (Week 34 t/m 37) 27-08-2011 t/m 17-09-2011 Hitnotering: (Week 38) 08-10-2011 Hitnotering: (Week 39 t/m 40) 04-02-2012 t/m 11-02-2012 Hitnotering: (Week 41) 10-03-2012 Hitnotering: (Week 42 t/m 43) 24-03-2012 t/m 31-03-2012 Hitnotering: (Week 44) 28-04-2012 Hitnotering: (Week 45 t/m 68) 19-05-2012 t/m 27-10-2012 | Hitnotering: (Week 1 t/m 20) 26-06-2010 t/m 06-11-2010 Hitnotering: (Week 21) 20-11-2010 Hitnotering: (Week 22 t/m 30) 01-01-2011 t/m 26-02-2011 Hitnotering: (Week 31) 12-03-2011 Hitnotering: (Week 32) 07-05-2011 Hitnotering: (Week 33) 06-08-2011 Hitnotering: (Week 34 t/m 37) 27-08-2011 t/m 17-09-2011 Hitnotering: (Week 38) 08-10-2011 Hitnotering: (Week 39 t/m 40) 04-02-2012 t/m 11-02-2012 Hitnotering: (Week 41) 10-03-2012 Hitnotering: (Week 42 t/m 43) 24-03-2012 t/m 31-03-2012 Hitnotering: (Week 44) 28-04-2012 Hitnotering: (Week 45 t/m 68) 19-05-2012 t/m 27-10-2012 | Hitnotering: (Week 1 t/m 20) 26-06-2010 t/m 06-11-2010 Hitnotering: (Week 21) 20-11-2010 Hitnotering: (Week 22 t/m 30) 01-01-2011 t/m 26-02-2011 Hitnotering: (Week 31) 12-03-2011 Hitnotering: (Week 32) 07-05-2011 Hitnotering: (Week 33) 06-08-2011 Hitnotering: (Week 34 t/m 37) 27-08-2011 t/m 17-09-2011 Hitnotering: (Week 38) 08-10-2011 Hitnotering: (Week 39 t/m 40) 04-02-2012 t/m 11-02-2012 Hitnotering: (Week 41) 10-03-2012 Hitnotering: (Week 42 t/m 43) 24-03-2012 t/m 31-03-2012 Hitnotering: (Week 44) 28-04-2012 Hitnotering: (Week 45 t/m 68) 19-05-2012 t/m 27-10-2012 | Hitnotering: (Week 1 t/m 20) 26-06-2010 t/m 06-11-2010 Hitnotering: (Week 21) 20-11-2010 Hitnotering: (Week 22 t/m 30) 01-01-2011 t/m 26-02-2011 Hitnotering: (Week 31) 12-03-2011 Hitnotering: (Week 32) 07-05-2011 Hitnotering: (Week 33) 06-08-2011 Hitnotering: (Week 34 t/m 37) 27-08-2011 t/m 17-09-2011 Hitnotering: (Week 38) 08-10-2011 Hitnotering: (Week 39 t/m 40) 04-02-2012 t/m 11-02-2012 Hitnotering: (Week 41) 10-03-2012 Hitnotering: (Week 42 t/m 43) 24-03-2012 t/m 31-03-2012 Hitnotering: (Week 44) 28-04-2012 Hitnotering: (Week 45 t/m 68) 19-05-2012 t/m 27-10-2012 | Hitnotering: (Week 1 t/m 20) 26-06-2010 t/m 06-11-2010 Hitnotering: (Week 21) 20-11-2010 Hitnotering: (Week 22 t/m 30) 01-01-2011 t/m 26-02-2011 Hitnotering: (Week 31) 12-03-2011 Hitnotering: (Week 32) 07-05-2011 Hitnotering: (Week 33) 06-08-2011 Hitnotering: (Week 34 t/m 37) 27-08-2011 t/m 17-09-2011 Hitnotering: (Week 38) 08-10-2011 Hitnotering: (Week 39 t/m 40) 04-02-2012 t/m 11-02-2012 Hitnotering: (Week 41) 10-03-2012 Hitnotering: (Week 42 t/m 43) 24-03-2012 t/m 31-03-2012 Hitnotering: (Week 44) 28-04-2012 Hitnotering: (Week 45 t/m 68) 19-05-2012 t/m 27-10-2012 |
| Week: | 1 | 2 | 3 | 4 | 5 | 6 | 7 | 8 | 9 | 10 | 11 | 12 | 13 | 14 | 15 | 16 | 17 | 18 | 19 | 20 | |
| --- | --- | --- | --- | --- | --- | --- | --- | --- | --- | --- | --- | --- | --- | --- | --- | --- | --- | --- | --- | --- | --- |
| Positie: | 80 | 81 | 87 | 70 | 84 | 77 | 62 | 65 | 47 | 40 | 33 | 53 | 31 | 42 | 49 | 50 | 60 | 56 | 79 | 76 | uit |
| Week: | 21 | | 22 | 23 | 24 | 25 | 26 | 27 | 28 | 29 | 30 | | 31 | | 32 | | 33 | | 34 | 35 | 36 |
| Positie: | 95 | uit | 99 | 99 | 80 | 78 | 99 | 95 | 92 | 96 | 87 | uit | 91 | uit | 99 | uit | 99 | uit | 66 | 85 | 69 |
| Week: | 37 | | 38 | | 39 | 40 | | 41 | | 42 | 43 | | 44 | | 45 | 46 | 47 | 48 | 49 | 50 | 51 |
| Positie: | 74 | uit | 92 | uit | 75 | 94 | uit | 96 | uit | 89 | 92 | uit | 91 | uit | 98 | 85 | 65 | 68 | 93 | 82 | 50 |
| Week: | 52 | 53 | 54 | 55 | 56 | 57 | 58 | 59 | 60 | 61 | 62 | 63 | 64 | 65 | 66 | 67 | 68 | | | | |
| Positie: | 39 | 42 | 52 | 69 | 65 | 53 | 55 | 47 | 37 | 45 | 24 | 54 | 76 | 77 | 107 | 100 | 102 | uit | | | |